# Ведренко, Валерий Валентинович
Валерий Валентинович Ведренко (бел. Вядрэнка Валерый Валянцінавіч, род. 19 августа 1956 года, Минск, Белорусская ССР, СССР) — белорусский фотограф, фотокритик, художник. Живёт и работает в Минске.

## Биография
Родился в Минске 19 августа 1956 года. В 1975 году окончил Минский архитектурно-строительный техникум по специальности «Архитектура». После службы в армии (годы службы 1975 — 77) работал в Белорусский государственный музей народной архитектуры и быта до 1984 года. Увлечение фотографией и киносъёмкой привело к учёбе в Московский государственный институт культуры (1987 — 91) на режиссёра кино-, фото-, видеостудии. Затем работал в ДК Профтехобразования Беларуси руководителем кино-, фото студии. Работал на Белорусском ТВ.
С 1994 по 2004 занимался проектированием и оформлением краеведческих музеев в Белоруссии. Непосредственно участвовал в создании музея института защиты растений (Прилуки, усадьба К. Чапского) и районного краеведческого музея г. Любань. С 2005 года, с появлением цифровой фотографии сотрудничал с фотопорталом ZНЯТА как фотограф, критик, публицист, переводчик. На этот период приходится и основная выставочная и общественная деятельность.

## Творчество
Увлечение фотографией, как у большинства подростков, началось в 12 лет, но продолжения не получило — занятия рисованием оказались и проще и выразительнее. Серьёзный интерес к живописи пришёлся на время учёбы в техникуме после знакомства с художниками минского андеграунда. Во время работы в Музее народной архитектуры фотосъёмка входила в обязанности архитектора, и после экспедиций по Белоруссии тысячи негативов хранятся в фондах музея. Работа в музее подсказала необходимость киносъёмки, и в 1982 году была организована любительская студия. На её базе был снят фильм об уникальном белорусском гончаре Антоне Токаревском «Патриарх». Фильм получил высокую оценку в Белоруссии и в 1986 году представлял СССР на всемирном фестивале непрофессионального кино UNICA — 96 в Таллине, где получил серебряную медаль. Дальнейшую судьбу Ведренко связывал с профессиональным кинематографом, для чего и поступил в МГИК. В 1991 году Советский Союз перестал существовать, и в Белоруссии это ознаменовалось, в том числе, полным развалом кинематографа. Недолгая работа на белорусском телевидении это только подтвердила.
Занятия живописью позволили Валерию участвовать в первой белорусской выставке неформального искусства «Панорама» в Минске в 1990 году в составе сообщества «БЛО» (В. Чернобрисов, А. Клинов, В. Песин и др) и в двух выставках «БЛО» в Питере. Графика хранится в коллекции вдовы Л. Каценельсона. Далее пути с живописцами расходятся, сообщество распадается на индивидуальные карьеры. В 1996 году в Музее Янки Купалы (Минск) у Ведренко открылась первая персональная выставка живописи, графики и скульптуры «Надежда без надежды». Годом позже она была показана и в Несвиже. Личные обстоятельства и «смутное время» на 10 лет выключили Валерия из активной творческой жизни.
В 2004 году после знакомства с цифровой фотографией в жизни Ведренко наступил новый этап. Новые возможности позволили Валерию работать с фотографией, создавать композиции, близкие по характеристикам к живописным, при этом оставаясь в поле фотографии. Этот стиль Ведренко назвал «фотопластика». В этой технологии были созданы серии «Прага», «Несвиж», «Заславль», «Лошица» и др.
С 2006 года начинается сотрудничество с белорусским фотопорталом ZНЯТА, где Ведренко вёл колонку о фотографических событиях Минска «нулевых», под названием «Ложка дёгтя». Но главным результатом сотрудничества стало появление цикла интервью «Встречи с легендами», где опубликованы развёрнутые биографические интервью с наиболее значимыми творческими фотографами Беларуси конца ХХ и начала XXI в.в.

## Персональные выставки
- «Заславль», Историко-краеведческий музей города Заславль, 2006 год
- «Фотопластика», галерея «Мир фото», 2007 год
- «Пространство времени», г. Люблин Польша, 2008 год[4]
- «Фотопластика 06-08», к-р Победа, 2008 год
- «Минский альбом № 1», галерея «Мир фото», 2009 год
- «Апостолы Гервят», Костёл Святого Симеона и Святой Елены, 2009 год
- «Апостолы Гервят», Университет им. А. Мицкевича, г. Познань Польша, 2010 год
- «Минский альбом № 2», галерея Zнята, 2010 год[5]
- «Архив», Клуб «МИНСК», 2011 год
- «Мистерии Гервят»[6], галерея ТUT.BY, 2012 год
- «Поклон Гауди», Клуб «МИНСК», 2013 год
- «Свет Вязынки»[7], Музей Янки Купалы, 2014 год

## Победы в конкурсах
- 1 место в конкурсе «Моя Прага» Москва, 2006 год
- Лауреат 8-го международного конкурса фотографии имени Э. Хартвига в Люблине Польша, 2006 год
- Лауреат конкурса «Пресс — фото Беларуси 2012»[8], 2012 год
- 1 место на фестивале «Янтарный Бриз», Латвия 2013 год
- 1 место на фестивале «Янтарный Бриз», Латвия 2014 год

## Публикации
- Журнал «Мастацтва», № 9, 2007, Белоруссия
- Журнал «PhotoArt», № 10[9], 2007, Чехия
- Журнал «Фотомагия», № 3,4, 2008, Белоруссия
- Журнал «Фотомагия», № 5,6, 2009, Белоруссия
- Журнал «Мастацтва», № 3, 2011, Белоруссия
- Альбом «Пресс — фото Беларуси 2011», 2012, Белоруссия
- Журнал Foto-Video Actualidad № 227[10], 2012, Испания
- Фотопортал ZНЯТА (2006—2014)